# Gordon Jones
Gordon Wynnivo Jones (Alden, 5 aprile 1912 – Tarzana, 20 giugno 1963) è stato un attore statunitense.

## Filmografia parziale

### Cinema
- The Green Hornet, regia di Ford Beebe e Ray Taylor (1940) - serial
- I falchi di Rangoon (Flying Tigers), regia di David Miller (1942)
- Mia sorella Evelina (My Sister Eileen), regia di Alexander Hall (1942)
- Il cerchio della vendetta (Shoot-Out at Medicine Bend), regia di Richard L. Bare (1957)
- McLintock!, regia di Andrew V. McLaglen (1963)

### Televisione
- Gianni e Pinotto (The Abbott and Costello Show) – serie TV, 34 episodi (1952-1954)
- Damon Runyon Theater – serie TV, episodio 2x17 (1956)
- Sugarfoot – serie TV, episodi 1x05-3x01 (1957-1959)
- Carovana (Stagecoach West) – serie TV, episodio 1x22 (1961)
- Surfside 6 – serie TV, episodio 2x17 (1962)
- Ripcord – serie TV, episodio 2x02 (1962)